# Дубок, Виктор Григорьевич
Виктор Григорьевич Дубок (23 января или 25 января 1935, Шостка — 1 января 2013) — советский и украинский архитектор, заслуженный архитектор Украины, главный архитектор Киева с 1992 по 1993 год. Действительный член Украинской академии архитектуры, член Национального союза архитекторов Украины.

## Биография
Работал главным архитектором в «Гипросвязь», а затем в «Киевгипротранс». С 1977 года стал первым заместителем главного архитектора Киева. С 1992 года по 1993 год работал главным архитектором Киева.

## Проекты
- Междугородные телефонные станции (Киев, Харьков, Кишинёв, Актобе, Вильнюс)
- Вычислительный центр ЮЗЖД (Киев)
- Железнодорожный вокзал (Чоп)
- Железнодорожный вокзал (Ужгород)
- Жилищно-офисно-торговый центр по Харьковскому шоссе, 19 (Киев)